# Хиронимус Фугер фон Кирхберг-Вайсенхорн
Хиронимус Фугер фон Кирхберг-Вайсенхорн (на немски: Hieronymus Fugger Graf zu Kirchberg und Weissenhorn; * 17 юли 1584; † 15 април/8 май 1633) от линията „Лилията“ (фон дер Лилие) е граф на Фугер-Кирхберг-Вайсенхорн, господар на Веленбург (в Аугсбург).
Той е син (9-то дете от 11 деца) на търговеца граф Якоб III Фугер (1542 – 1598), господар на Бабенхаузен, Веленбург и Бос, и съпругата му Анна Мария Илзунг фон Тратцберг (1549 – 1601), дъщеря на Георг Илзунг фон Тратцберг и Анна Лоебл, фрайин фон Грайнбург. Внук е на банкера граф Антон Фугер фон Кирхберг-Вайсенхорн (1493 – 1560) и Анна Релингер фон Боргау (1511 – 1548). По-малък брат е на граф Йохан Фугер Стари (1583 – 1633), господар на Кирхберг-Вайсенхорн-Бабенхаузен-Бос.
Хиронимус Фугер фон Кирхберг-Вайсенхорн умира на 48 години на 15 април/8 май 1633 г. и е погребан в Швац в Тирол. В дворец Веленбург живее от 1595 г. до днес фамилията Фугер-Бабенхаузен.

## Фамилия
Хиронимус Фугер фон Кирхберг-Вайсенхорн се жени на 18 октомври 1615 г. в Мерзебург за графиня Мария Фугер (* 17 април 1594; † 22/27 март 1635), дъщеря на Кристоф Фугер фон Кирхберг-Вайсенхорн (1566 – 1615) и графиня Мария фон Шварценберг (1572 – 1622). Те имат два сина:
- Игнациус Фугер фон Кирхберг-Вайсенхорн (1618 – 1619)
- Леополд Фугер фон Кирхберг-Вайсенхорн (* 15 ноември 1620, Аугсбург; † 14 август 1662, Васербург), женен I. на 25 ноември 1651 г. в Ройте за графиня Мария Йохана Фугер фон Кирхберг-Вайсенхорн (* 29 ноември 1622; † 6 май 1658 в Ретенбах), II. 1661 г. за Мария Анна фон Хундбис цу Валтрамс († 1694); има от I. брак дъщеря и два сина

Вдовицата му Мария Фугер се омъжва втори път 1634 г. за Паул цу Шпаур и Флавон.